# 有賀のゆり
有賀 のゆり（ありが のゆり、1928年8月29日 - 2015年4月26日）は、日本の教育者、バッハ研究者、チェンバロ演奏者、同志社女子大学名誉教授。京都市生まれ。父はキリスト教神学者の有賀鉄太郎。のゆり自身もクリスチャン。オルガニストの木田みな子は妹であり、プラズマ物理学者、カナダ合同教会引退牧師、フルート奏者の有賀誠一は弟である。
同志社女子専門学校英文科卒業、アメリカ合衆国オッターバイン大学音楽学部卒業（ピアノ専攻）、ノースウェスタン大学大学院音楽研究科修了（音楽史専攻）。アメリカからの帰国後、一時、母校に勤務、その後、ドイツに留学し、エディット・ピヒト＝アクセンフェルト教授、バロック音楽ブームをつくった大家のフリッツ・ノイマイヤー（de:Fritz Neumeyer (Musiker)）教授らに師事、ヨハン・ゼバスティアン・バッハ解釈、チェンバロ演奏などを学ぶ。同志社女子大学音楽学部および京都市立芸術大学にて長年、教育に携わりながらチェンバロの演奏活動を行う。同志社女子大学音楽学部を1999年3月に定年退職。同志社女子大学名誉教授の称号を授与される。
1990年より1996年までエディット・ピヒト＝アクセンフェルト教授と毎年チェンバロデュオコンサートを行う。2003年度京都市芸術功労賞受賞。2010年、春の叙勲にて瑞宝中綬章受章。この年、2010年10月23⽇の京都での演奏会で、20年継続したリサイタルに終⽌符を打った。
2015年4月26日、心不全により死去。86歳没。